# Szkoła Podstawowa nr 3 im. Senatu RP w Braniewie
Szkoła Podstawowa nr 3 im. Senatu RP w Braniewie – szkoła podstawowa wybudowana w 1965 roku w ramach programu „1000 szkół na tysiąclecie państwa polskiego”. Budynek szkoły znajduje się u zbiegu ulicy PCK i placu Grunwaldu. Patronem placówki od 2001 roku jest Senat Rzeczypospolitej Polskiej.

## Powstanie i historia szkoły

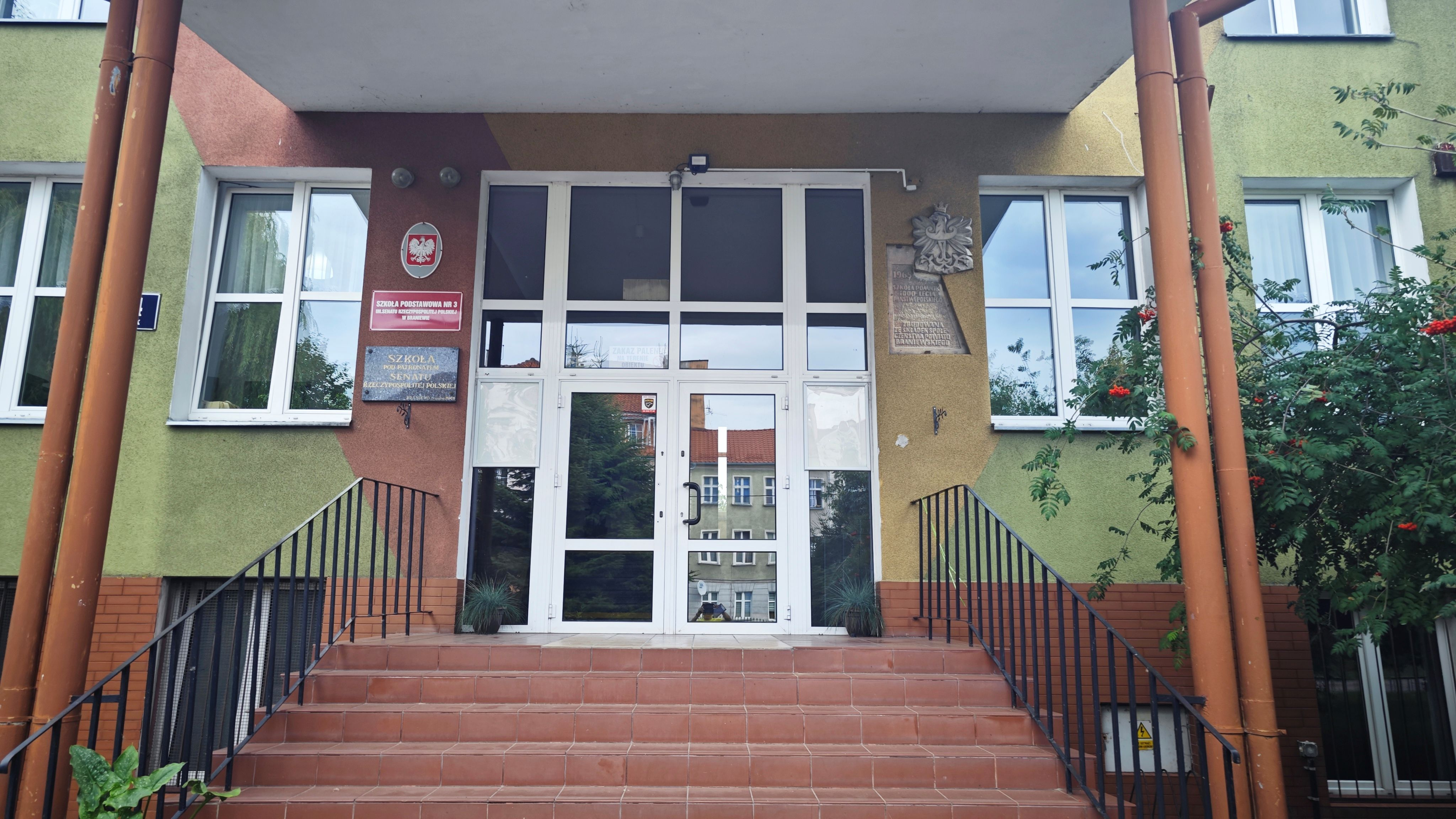
Wejście główne

Konieczność budowy trzeciej z kolei szkoły podstawowej w powojennym Braniewie wynikała z potrzeby odciążenia od nadmiernej liczby uczniów szkół podstawowych nr 1 i nr 2, a także z faktu ich lokalizacji – obie dotychczasowe placówki położone były w jednej, prawobrzeżnej części miasta i do tego obok siebie. Koncepcja powstała już w roku 1959, gdy istniejące szkoły podstawowe liczące łącznie 30 sal lekcyjnych były już na granicy wydolności. Wskaźnik zmianowości przekraczał już 1,8 na izbę lekcyjną, a dane wskazywały, że liczba uczniów będzie jeszcze wzrastać. Władze powiatowe zadecydowały, iż kolejna szkoła podstawowa będzie szkołą tysiąclecia, tj. realizowana będzie ze składek społeczeństwa wpłacanych na Społeczny Fundusz Budowy Szkół Tysiąclecia. Staraniem Apolinarego Skrodzkiego, ówczesnego inspektora szkolnego w Braniewie, budowa szkoły została ujęta w planie budowy szkół tysiąclecia na rok 1963.
Biorąc pod uwagę plany rozwoju miasta, na lokalizację szkoły wybrano miejsce pomiędzy placem Grunwaldu i ulicą PCK. Pierwotnie główne wejście do budynku projektowane było od strony placu Grunwaldu, w czasie budowy, ze względu na trudności związane z zagospodarowaniem terenu, zmieniono plany i wejście główne ustanowiono od strony ulicy PCK (wówczas ulicy Krzyżowej).
Prace budowlane rozpoczęły się 18 września 1963, ich wykonawcą było Olsztyńskie Przedsiębiorstwo Budownictwa Przemysłowego. Wówczas jego głównym zleceniem była odbudowa Browaru przy ul. Morskiej, zaś budowa szkoły była przy tym zadaniem dodatkowym. Do budowy obiektu szkoły wykorzystywano między innymi więźniów pobliskiego zakładu karnego oraz żołnierzy braniewskich jednostek, a zwłaszcza z Jednostki Wojskowej 1763 (wówczas 14 Pułk Czołgów) usytuowanej w pobliżu budowanej szkoły. Z powodu prowadzenia budowy częściowo „w czynie społecznym” przez niewykwalifikowane osoby, prace się przeciągnęły i budynek szkoły został oddany do użytku 6 września, umeblowany naprędce do 9 września i uroczyste rozpoczęcie nowego roku szkolnego nastąpiło z niewielkim poślizgiem – pierwszy dzwonek rozległ się w szkole 13 września 1965 roku o godz. 9.00. Braniewska szkoła oddana została w Polsce jako 1317. tysiąclatka, czyli szkoła-pomnik Tysiąclecia Państwa Polskiego; szkoła o numerze „1000” została oddana niedługo wcześniej, bo 4 września 1965, była to Szkoła Podstawowa nr 148 im. Hugona Kołłątaja w Warszawie. Szkoła w Braniewie otrzymała numer porządkowy „3” oraz za patrona radzieckiego generała armii Iwana Daniłowicza Czerniachowskiego. W szkole zatrudniono 21 nauczycieli, jej pierwszym kierownikiem został Stefan Wiśniewski.
Budynek szkolny został ukończony, lecz prace zagospodarowania terenu szkolnego nie zostały wykonane, dlatego też nauczyciele przy pomocy rodziców i uczniów uporządkowali teren i dokonali nasadzeń drzew, żywopłotu oraz kwiatów.
Według projektu budynek został przewidziany na 600 uczniów, ale zdarzało się w jego historii, że przyjmował nawet dwa razy tyle. Najwięcej uczniów było w szkole w roku szkolnym 1988/89 – 1208 uczniów w 38 klasach, w szkole pracowało wówczas 70 nauczycieli. Uczniowie uczyli się w szkole na trzy zmiany. W 1990 została otwarta w Braniewie, w byłych koszarach przy ul. Moniuszki, kolejna szkoła podstawowa – „Piątka”, co nieco odciążyło pozostałe szkoły podstawowe, lecz daleko było jeszcze do stanu współczesnego.
1 stycznia 1976 roku, w związku z reformą administracyjną w Polsce wprowadzoną od 1 czerwca 1975 (likwidacja powiatów), szkołę nr 3 przemianowano na Zbiorczą Szkołę Gminną, a dyrektora szkoły zastąpiono Gminnym Dyrektorem Szkół. W roku 1984 miała miejsce kolejna reorganizacja systemu oświaty – zlikwidowano Gminne Szkoły Zbiorcze, a w ich miejsce powstał Miejski Zespół Ekonomiczno-Administracyjny Szkół w Braniewie.
Następna ważna zmiana w historii szkoły nastąpiła na początku roku 1990. Wówczas to rada pedagogiczna na wniosek braniewskiego koła NSZZ Solidarność oraz Hufca ZHP w Braniewie przyjęła większością głosów uchwałę o zniesieniu patrona szkoły, którym do tej pory pozostawał gen. Czerniachowski. Kurator oświaty w Elblągu zatwierdził tę uchwałę, od tej pory nazwa szkoły brzmiała: Szkoła Podstawowa nr 3.
W roku 1993 szkoła brała udział w ogólnopolskim strajku nauczycieli zorganizowanym przez NSZZ „Solidarność”. Jako jedna z nielicznych szkół w kraju brała w nim udział przez cały okres strajku, tj. aż przez 9 dni nie odbywały się lekcje w szkole.
Dopiero w 2001 roku szkoła zdecydowała się na nowy patronat i wystąpiła do Rady Miejskiej w Braniewie z wnioskiem o nadanie jej imienia Senatu Rzeczypospolitej Polskiej. W tę inicjatywę zaangażował się związany z Braniewem senator Tadeusz Kopacz (wcześniej burmistrz Braniewa w latach 1990–1998), który przedłożył projekt ówczesnej marszałek senatu Alicji Grześkowiak oraz Prezydium Senatu RP. Wniosek rady pedagogicznej szkoły został zaakceptowany przez Senat IV kadencji, w imieniu którego marszałek Alicja Grześkowiak w dniu 25 stycznia 2001 wyraziła zgodę na objęcie przez izbę wyższą patronatu nad szkołą.
Na sesji Rady Miasta w Braniewie w dniu 28 marca 2001 roku radni podjęli uchwałę o ustanowieniu Senatu RP patronem szkoły. Uroczystość nadania szkole imienia Senatu Rzeczypospolitej Polskiej miała miejsce 8 września 2001 roku. Na uroczystości obecny był wicemarszałek Senatu RP Marcin Tyrna oraz wojewoda warmińsko-mazurski Zbigniew Babalski. Podczas tej uroczystości wicemarszałek Tyrna przekazał szkole sztandar ufundowany przez Senat RP oraz odsłonił tablicę z napisem: „Szkoła pod patronatem Senatu Rzeczypospolitej Polskiej".
18 marca 2002 w Szkole Podstawowej nr 3 w Braniewie otwarto salę tradycji Senatu Rzeczypospolitej Polskiej; otwarcia dokonał marszałek Senatu Longin Pastusiak. W urządzeniu sali pomogły obie izby polskiego parlamentu, skąd pochodziła większość eksponatów. W izbie tradycji można zobaczyć m.in. wzory druków do głosowań, pochodzące z czasów Konstytucji 3 maja, okolicznościowe odznaczenia i medale wydawane na przestrzeni wieków przez Senat (w czasach Rzeczypospolitej Obojga Narodów, Księstwa Warszawskiego i II RP), a także miniaturę laski marszałkowskiej. W jednej z gablot zamieszczono także fotografie szczególnie zasłużonych senatorów.
W 2010 przy szkole powstało, jako drugie na terenie miasta, boisko wielofunkcyjne „Orlik 2012”.
Braniewska szkoła była pierwszą szkołą i do tej pory (rok 2025) pozostaje jedyną szkołą w Polsce, która nosi imię Senatu Rzeczypospolitej Polskiej.

## Dyrektorzy szkoły[16][10]
- Stefan Wiśniewski 1965–1984
- Wiktoria Wondzyńska 1984–2006
- Bernadeta Kryger 2006–2016
- Ewa Siejk od 2016

## Absolwenci
- Henryk Mroziński – burmistrz Braniewa w latach 2002–2014
- Szymon Kołodziej – aktor teatralny i filmowy